# Привързаният балон
„Привързаният балон“ е български игрален филм (комедия, драма, фентъзи) от 1967 година на режисьора Бинка Желязкова, по сценарий на Йордан Радичков. Оператор е Емил Вагенщайн. Създаден е по мотиви от новелата „Привързаният балон“ на Йордан Радичков. Музиката във филма е композирана от Симеон Пиронков.
Веднага след премиерата си и до 1990 г. филмът е абсолютно забранен за показване (дори пред кинематографисти) от неофициалната идеологическа цензура на комунистическия режим.
През 2021 г. филмът е дигитализиран и реставриран. Премиера на дигиталната възстановена версия е на 16 март 2021 г. в кино „Люмиер“ в София.

## Сюжет
Внимание:  Текстът по-долу разкрива сюжета на произведението (или части от него)!
През Втората световна война един балон се откъсва и се спира над едно планинско село в България. Селяните решават да го свалят със залп. Изпречва им се въоръжена група от другото село. Спорът за притежание на балона се превръща в ръкопашен бой. Намесва се полицията.

## Състав

### Актьорски състав
| Изпълнител                           | Роля             |
| ------------------------------------ | ---------------- |
| Коста Цонев                          | гласът на балона |
| Григор Вачков                        | човекът с пищова |
| Народен артист: Георги Калоянчев     | селянин          |
| Заслужил артист: Иван Братанов       | селянин          |
| Георги Георгиев – Гец                | селянин          |
| Георги Парцалев                      | Амед             |
| Цвятко Николов                       |                  |
| Петър Слабаков                       |                  |
| Васил Попилиев                       |                  |
| Стоян Гъдев                          |                  |
| Досьо Досев                          |                  |
| Константин Коцев                     |                  |
| Любомир Димитров                     | селянин          |
| Петър Антов                          |                  |
| Иван Обретенов                       |                  |
| Димитър Бочев                        |                  |
| Кирил Бозев                          |                  |
| Димитър Миланов                      |                  |
| Ангел Алексиев                       |                  |
| Васил Вачев                          |                  |
| Никола Дадов                         |                  |
| Венелин Колев                        |                  |
| Георги Гайтаников                    |                  |
| Петър Пенев                          |                  |
| Николай Георгиев                     |                  |
| Динко Христов                        |                  |
| Тодор Титиринов                      |                  |
| Заслужила артистка: Стоянка Мутафова |                  |
| Янка Влахова                         |                  |
| Люба Алексиева                       |                  |
| Домна Ганева                         |                  |
| Йорданка Кузманова                   |                  |
| Нейчо Попов                          | старшията        |
| Петър Петров                         |                  |
| Жанет Митева                         | момичето в бяло  |
| Христо Владички                      |                  |
| Мария Незнакомова                    |                  |

### Творчески и технически екип
| Сценарий            | Йордан Радичков                                                             |
| Режисьор            | Бинка Желязкова                                                             |
| Оператор            | Емил Вагенщайн                                                              |
| Музика              | Симеон Пиронков                                                             |
| Звукооператор       | Дончо Хинов                                                                 |
| Техник на записа    | Димитър Стефанов                                                            |
| Художник            | Христо Градечлиев                                                           |
| Комбинирани снимки  | Иван Манев                                                                  |
| Грим                | Филипия Каминска                                                            |
| Втори режисьор      | Петър Баталов                                                               |
| Монтаж              | Борислав Пенев                                                              |
| Асистент по монтажа | Юлиана Михова                                                               |
| Асистент-режисьори  | Иван Терзиев Милка Сиракова Боян Морозов Кирил Киров                        |
| Организатор         | Стоил Халачев                                                               |
| Асистент-оператори  | Цанчо Цанчев Райко Стефанов Димко Благоев                                   |
| Фотограф            | Ирина Пеева                                                                 |
| Гардероб            | Йонка Турсунова                                                             |
| Реквизит            | Йордан Георгиев Александър Игнатов                                          |
| Осветление          | Илия Бончев                                                                 |
| Директор            | Никола Велев                                                                |
| Distributed by      | Българска кинематография Студия за игрални филми „София“ /Copyright © 1967/ |